# Hybodus
Hybodus ("pucklad tand") är ett utdött släkte av hajar som dök upp under slutet av perm och dog ut i slutet av krita. Under trias-, jura- och kritaperioderna blev hybodonterna mycket framgångsrika och kunde återfinnas runtom i alla hav. Av okänd anledning dog den ut i slutet av krita.

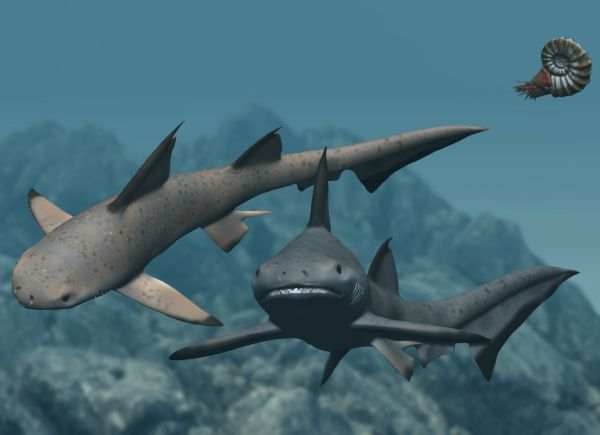
Illustration

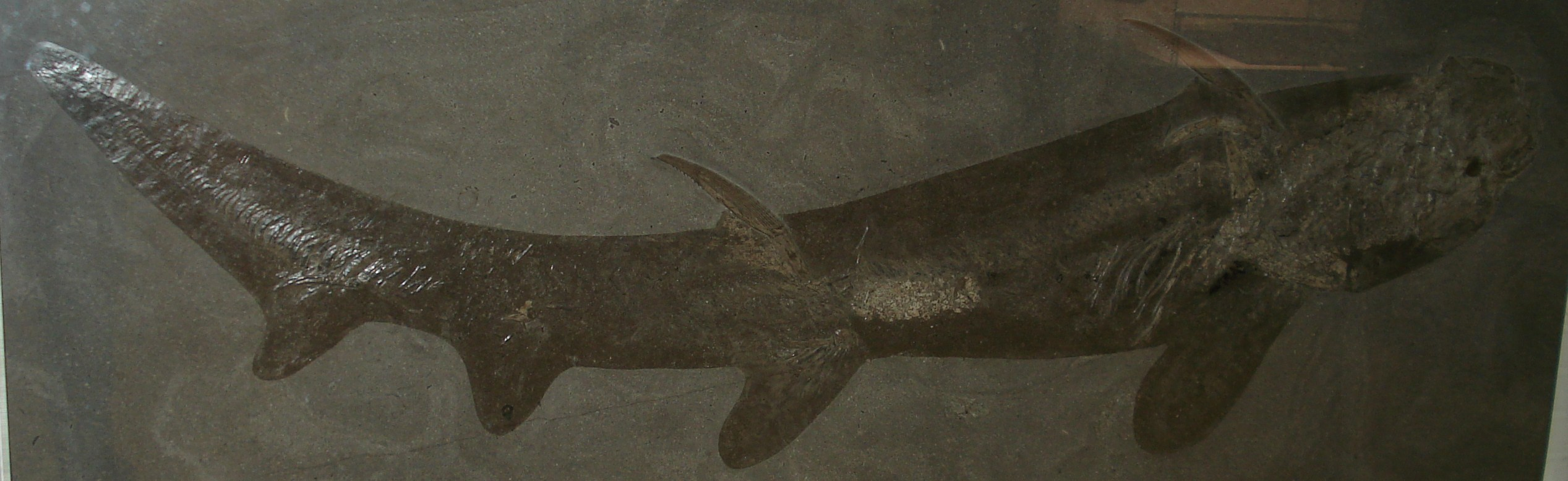
Hybodus hauffianus

Hybodus kunde bli upp till 2 meter lång och den tros ha varit ett opportunistiskt rovdjur. Den var inte jättestor men den hade den typiska hajformen som var strömlinjeformad, den hade två ryggfenor som hjälpte till med svängningsprecisionen. Munnen var inte stor, så istället för att äta stora byten åt Hybodus en variation av annan mat. Den hade ett flertal utmärkande egenskaper som gjorde den annorlunda än primitiva hajar. Först hade den två olika typer av tänder, vilket indikerar att den hade en varierad diet. De vassare tänderna användes till att fånga hala byten, medan de tillplattade tänderna hjälpte den att krossa skaldjur. Den andra egenskapen var att den hade en dolk på ryggfenan. Dolken bestod av ben och användes troligen till försvar. Hannarna behärskade även sitt könsorgan på ett specifikt sätt så att de kunde införa sperma i honorna. Denna egenskap besitter även dagens hajar.
De första fossiliserade tänderna av Hybodus har hittats i England omkring 1845. Sedan dess har tänder (och ryggfenor) hittats på andra ställen i världen.

## Släkten
Tre Hybodusarter,  H. butleri, H. rajkovichi, och H. montanensis, blev senare omskrivna till Meristodonoides.
- Hybodus houtienensis
- ?Hybodus butleri
- ?Hybodus obtusus
- ?Hybodus parvidens
- ?Hybodus rajkovichi
- ?Hybodus montanensis

## Hybodus i populärkulturen
Hybodus visades i det tredje avsnittet av den populära dokumentärserien från 1999 Dinosauriernas tid, där den blir attraherad av blodet från en Ophthalmosaurus som föder. Den var oidentifierad i avsnittet. Hybodus återkom år 2003 i tv-serien Sea Monsters, där den visades äta på en kämpande Leedsichthys tillsammans med Metriorhynchus. Hybodus demonstreras av Nigel Marven när han ser en Hybodushaj attackera en Leedsichthys.
I barnboken "Juraperiodens hajar" från 2004, av Deborah Diffily och illustrerad av Karen Carr, finns en bild av en dräktig Hybodushona som flyr från en Liopleurodon och en bild när den jagar ichthyosaurer.